# Петро, Лео
Лео Петро (фр. Léo Pétrot; род. 15 апреля 1997, Firminy) — французский футболист, защитник клуба «Эльче».

## Клубная карьера
Петро — воспитанник клубов «Монстироль», «Олимпик Сент-Этьен» и «Сент-Этьен». В 2014 году он дебютировал за дублирующий состав последних. В 2019 году игрок перешёл в «Андрезьё», в составе которого отыграл два сезона. В 2021 году Петро перешёл в «Лорьян». 29 августа в матче против «Ланса» он дебютировал в Лиге 1. 13 марта 2022 года в поединке против «Клермона» Лео забил свой первый гол за «Лорьян». В 2022 году Петро вернулся в «Сент-Этьен». 5 сентября в матче против «По» он дебютировал в Лиге 2. 26 декабря в поединке «Анси» Лео забил свой первый гол за «Сент-Этьен». В 2024 году игрок помог клубу выйти в элиту.
Летом 2025 года Петро перешёл в испанский «Эльче».